# 황룡 (전한)
황룡(黃龍)은 중국 전한(前漢) 선제(宣帝)의 일곱 번째이자 마지막 연호이다. 기원전 49년 한 해 동안 사용하였다. 황룡이 출현한 것을 계기로 개원하였다.

## 연대대조표
| 황룡                | 원년        |
| 서력                | 기원전 49년 |
| 육십간지 (六十干支) | 임신(壬申)  |

## 같이 보기
- 다른 왕조의 같은 연호
  - 손오(孫吳) 황룡(229년 ~ 231년)

- 중국의 연호

| 이전 연호 감로(甘露) | 중국의 연호 전한(前漢) | 다음 연호 초원(初元) |